# Мийкър (окръг, Минесота)
Окръг Мийкър (на английски: Meeker County) е окръг в щата Минесота, Съединени американски щати. Площта му е 1671 km², а населението - 22 644 души (2000). Административен център е град Личфийлд.